# Брео-е-Салагосс
Брео́-е-Салаго́сс, Брео-е-Салаґосс (фр. Bréau-et-Salagosse) — колишній муніципалітет у Франції, у регіоні Окситанія, департамент Гар. Населення — 418 осіб (2011).
Муніципалітет був розташований на відстані близько 550 км на південь від Парижа, 50 км на північний захід від Монпельє, 70 км на захід від Німа.

## Історія
До 2015 року муніципалітет перебував у складі регіону Лангедок-Русійон. Від 1 січня 2016 року належав до нового об'єднаного регіону Окситанія.
1 січня 2019 року Брео-е-Салагосс і Марс було об'єднано в новий муніципалітет Брео-Марс.

## Демографія
Динаміка населення (INSEE ):
Розподіл населення за віком та статтю (2006):
| Стать | Всього | До 15 років | 15-24 | 25-44 | 45-64 | 65-85 | Понад 85 |
| --- | ------ | ----------- | ----- | ----- | ----- | ----- | -------- |
| Чоловіки | 211    | 29          | 26    | 54    | 55    | 47    | 0        |
| Жінки | 249    | 59          | 21    | 47    | 63    | 38    | 21       |
| \| Статево-вікова піраміда \| Статево-вікова піраміда \| Статево-вікова піраміда \| \| ----------------------- \| ----------------------- \| ----------------------- \| \| Чоловіки \| Вік \| Жінки \| \| 0 \| 85 + \| 21 \| \| 13 \| 80-84 \| 0 \| \| 13 \| 75-79 \| 17 \| \| 8 \| 70-74 \| 4 \| \| 13 \| 65-69 \| 17 \| \| 8 \| 60-64 \| 17 \| \| 17 \| 55-59 \| 13 \| \| 13 \| 50-54 \| 8 \| \| 17 \| 45-49 \| 25 \| \| 25 \| 40-44 \| 17 \| \| 17 \| 35-39 \| 13 \| \| 8 \| 30-34 \| 13 \| \| 4 \| 25-29 \| 4 \| \| 13 \| 20-24 \| 8 \| \| 13 \| 15-20 \| 13 \| \| 8 \| 10-14 \| 21 \| \| 13 \| 5-9 \| 21 \| \| 8 \| 0-4 \| 17 \| |        |             |       |       |       |       |          |
| Статево-вікова піраміда |        |             |       |       |       |       |          |
| Чоловіки | Вік    | Жінки       |       |       |       |       |          |
| 0 | 85 +   | 21          |       |       |       |       |          |
| 13 | 80-84  | 0           |       |       |       |       |          |
| 13 | 75-79  | 17          |       |       |       |       |          |
| 8 | 70-74  | 4           |       |       |       |       |          |
| 13 | 65-69  | 17          |       |       |       |       |          |
| 8 | 60-64  | 17          |       |       |       |       |          |
| 17 | 55-59  | 13          |       |       |       |       |          |
| 13 | 50-54  | 8           |       |       |       |       |          |
| 17 | 45-49  | 25          |       |       |       |       |          |
| 25 | 40-44  | 17          |       |       |       |       |          |
| 17 | 35-39  | 13          |       |       |       |       |          |
| 8 | 30-34  | 13          |       |       |       |       |          |
| 4 | 25-29  | 4           |       |       |       |       |          |
| 13 | 20-24  | 8           |       |       |       |       |          |
| 13 | 15-20  | 13          |       |       |       |       |          |
| 8 | 10-14  | 21          |       |       |       |       |          |
| 13 | 5-9    | 21          |       |       |       |       |          |
| 8 | 0-4    | 17          |       |       |       |       |          |

## Економіка
2010 року серед 287 осіб працездатного віку (15—64 років) 192 були активними, 95 — неактивними (показник активності 66,9%, у 1999 році було 74,1%). З 192 активних мешканців працювало 170 осіб (83 чоловіки та 87 жінок), безробітними було 22 (13 чоловіків та 9 жінок). Серед 95 неактивних 25 осіб було учнями чи студентами, 35 — пенсіонерами, 35 були неактивними з інших причин.

У 2010 році в муніципалітеті числилось 188 оподаткованих домогосподарств, у яких проживали 408,0 особи, медіана доходів виносила 16 504 євро на одного особоспоживача